# Corcelles-sur-Chavornay
Pour les articles homonymes, voir Corcelles et Chavornay.
Corcelles-sur-Chavornay est une localité de la commune suisse de Chavornay dans le canton de Vaud, située dans le district du Jura-Nord vaudois, et une ancienne commune.

## Histoire
Corcelles-sur-Chavornay fut mentionné en 885 sous le nom de Corceles. On y découvrit des vestiges de l'époque romaine. En 888, un vassal du comte Rodolphe nommé Vodelgise fit don à l'évêque de Lausanne de terres situées à Corcelles, qu'il avait reçues trois ans auparavant de l'empereur Charles le Gros. Dès le XIIe siècle, Corcelles relevait de la seigneurie de Bavois qui appartenait aux sires de Joux. En 1263, ceux-ci prêtèrent hommage à Pierre II de Savoie. Ils ne détenaient qu'une petite partie des terres de Corcelles, le reste se répartissant en plusieurs fiefs. Par partage d'héritage, Corcelles se détacha de Bavois vers 1520 et Bernard de Gléresse en fut le premier seigneur à part entière, établissant son château dans une bâtisse déjà existante. Sous le régime bernois, son fils se vit confirmer les droits de justice sur Corcelles, qui fut intégré au bailliage d'Yverdon en 1536. En 1644, César Lentulus acheta la seigneurie, agrandit le château et rassembla la majeure partie des terres et des droits, qui dès lors passèrent entre les mains de diverses familles. Corcelles faisait partie du district d'Orbe de 1798 à 2007.
Une paroisse est attestée dès 1228 ; l'église fut reconstruite en 1754 par Gabriel Delagrange. Une tuilerie fut exploitée du milieu du XVIIIe siècle à 1909. Une modeste industrie horlogère à domicile apparut vers 1870. Le remaniement parcellaire fut effectué en 1959. Le château, transformé, a servi de maison de santé de 1884 à 1963. Construit vers 1924, le Pré-Carré est une institution de même type. L'agriculture offrait un tiers des emplois en 2000.
En septembre 2015, les habitants de Chavornay, Corcelles-sur-Chavornay et Essert-Pittet approuvent la fusion de leurs trois communes pour le 1er janvier 2017.

## Population

### Gentilé et surnoms
Les habitants de la commune se nomment les Corçallis.
Ils sont surnommés les Hirondelles (reproduites sur les armoiries communales) et les Francs-Doubles.

### Démographie
Corcelles-sur-Chavornay compte 14 feux en 1414 et 48 en 1699, ce qui correspond à 215 habitants. La commune compte ensuite 207 habitants en 1764, 232 en 1798, 336 en 1850, 307 en 1900, 353 en 1950, 233 en 1970 et 305 en 2000. 

## Patrimoine bâti
L'église, annexe de Suchy, est attestée dès le XIIIe siècle. Elle devient temple protestant en 1536. L'édifice religieux est reconstruit au même emplacement en 1754, selon des plans dressés par l'architecte Gabriel Delagrange. Le bâtiment est réalisé en molasse de Poliez-le-Grand et d'Echallens pour le gros œuvre, et en roc d'Orny, soit calcaire du Mormont, pour le soubassement. Le maçon et tailleur de pierres David Reymond, de Vaulion, qui travaillait également avec l'architecte Delagrange au temple de Vaulion, se charge des travaux, en compagnie d'un charpentier non identifié.
Restaurations modernes : 1913, intérieur. 1951, modernisation intérieure par l'architecte Oscar Magnin. 1985, extérieur.
Le plan, avec chevet à trois pans, sans fenêtre axiale, est assez traditionnel. La façade, en revanche, se montre beaucoup plus originale, avec, sur l'axe, un clocher léger, invisible à l'intérieur, qui semble jaillir en avant-corps. Au rez-de-chaussée s'ouvre la seule porte du temple, avec clef millésimée 1754. Le premier étage de l'avant-corps culmine par un décrochement en demi-cercle où prend place le cadran de l'horloge.

## Géographie
Corcelles-sur-Chavornay domine la plaine de l'Orbe, à l'est de celle-ci.